# Панайот Пипков
Панайо́т Хри́стов Пи́пков (21 ноября 1871, Пловдів — 25 серпня 1942, Софія, Болгарія) — болгарський композитор, автор пісень, хоровий диригент, актор, драматург. Батько видатного болгарського композитора Любомира Панайотова.

## Біографія
Панайот Пипков народився у Пловдіві в сім'ї музиканта. З раннього дитинства навчався грі на скрипці, писав вірші. Навчався в Пловдівській п'ятирічній школі, але через недостачу коштів був вимушений залишити навчання і піти на роботу секретарем світського судді. Грав в аматорській театральній трупі в Пловдіві (1887), потім в декількох театральних трупах в Софії. В 1892 році написав свою першу п'єсу «Бойко». При підтримці акторів отримав стипендію і в 1898 відправився навчатися в Міланську консерваторію, вдосконалювався в 1899 році в Празі.
Пипков служив диригентом у музичних товариствах Русе та Варни. Працював вчителем музики в Ловечі, заснував учнівський церковний хор при церкві Святої Богородиці (1901), хор при чоловічій п'ятирічній школі. Керував міським духовим оркестром, був капельмейстером військового оркестру 34 піхотного троянського полку (1904). В цей період створював твори для духового оркестру, хору, дитячі пісні.
Переїхавши в Софію, Пипков викладав музику в Першій та Другій жіночих гімназіях і в Жіночому педагогічному училищі. З 1912 по 1918 брав участь в Балканських та Першій світовій війнах капельмейстером військового оркестру. Після війни працював у різних театрах актором та диригентом.
Панайота Пипкова називають в числі вчителів його сина, видатного болгарського композитора Любомира Пипкова. В 2001 році названий Почесним громадянином Ловеча, його ім'я носять музичні навчальні заклади в Ловечі та Софії.

## Творча діяльність
Панайота Пипкова відносять до числа композиторів так званого «першого покоління», до піонерів болгарської професійної музики. Пипков — перший болгарський композитор, що написав твори для фортепіано.
Пипков працював диригентом, хормейстером та завідувачем музичної частини в Софії в Народному театрі (1917—1920), Вільному театрі (1918—1919), Драматичному театрі (1923—1924), театрі «Ренесанс» та інших. Брав участь в створенні драматичних («Іванко» В. Друмева, «Над прірвою» І. Вазова) та оперних («Гергана» і «Закинутий млин» Г. Атанасова, «Вертер» Ж. Массне (перша постановка в Болгарії), «Продана наречена» Б. Сметани, «Паяци» Р. Леонкавалло) спектаклів в софійських театрах.
Акторська кар'єра Панайота Пипкова пов'язана з різними театральними колективами. Пипков грав в драматичній трупі «Основа» в Софії (1889—1890), драматичній оперній трупі (1890), театрі «Сльоза і сміх» (1992—1993). В числі драматичних ролей Пипкова: Лукін («Ревізор» М. В. Гоголя), Гросс («Викрадення сабінянок» Л. Андреєва), Конті («Емілія Галотті» Лессінга).